# 하수스 TSU FC
하수스 TSU FC는 타이완의 축구단이다. 현재 타이완 풋볼 프리미어리그에 참가하고 있다.

## 선수 명단

### 현역
참고: FIFA 자격 규정에 따라 소속된 국가대표팀 국기를 표시합니다. 선수는 복수의 FIFA 비회원국 국적을 가지고 있을 수 있습니다.
| 번호 | 포지션 | 국적 | 이름 |
| ---- | ------ | ---- | ---- |

| 번호 | 포지션 | 국적     | 이름                  |
| ---- | ------ | -------- | --------------------- |
| 37   | MF     | 파라과이 | 알레산드로 에스필라가 |

### 역대
틀:하수스 TSU FC 선수 명단